# Rogelio Cabrera López
Rogelio Cabrera López (Santa Catarina, 24 gennaio 1951) è un arcivescovo cattolico messicano, dal 3 ottobre 2012 arcivescovo metropolita di Monterrey e dall'8 novembre 2023 amministratore apostolico di Nuevo Laredo.

## Biografia
Rogelio Cabrera López è nato a Santa Catarina il 24 gennaio 1951.

### Formazione e ministero sacerdotale
Ha studiato lettere, filosofia e teologia al seminario di Santiago de Querétaro dal 1961 al 1969. Ha terminato la sua formazione teologica a Roma con una laurea in teologia presso la Pontificia Università Gregoriana.
Il 17 novembre 1978 è stato ordinato presbitero nella chiesa parrocchiale di Santa Caterina. Ha proseguito gli studi a Roma, concludendoli nel 1981 con la laurea in Sacra Scrittura presso il Pontificio Istituto Biblico. In seguito è stato prefetto degli studi del seminario maggiore di Santiago de Querétaro dal 1980 al 1984; assistente diocesano del Movimento della famiglia cristiana dal 1981 al 1992; parroco della parrocchia di Nostra Signora della Pace a Santiago de Querétaro dal 1984 al 1990; decano di Santo Niño de la Salud dal 1985 al 1987; coordinatore diocesano del Piano pastorale dal 1989 al 1996; membro del collegio dei consultori dal 1989 al 1996; parroco della parrocchia di Nostra Signora del Perpetuo Soccorso dal 1990 al 1996 e vicario episcopale per la pastorale e docente in seminario dal 1992 al 1996.

### Ministero episcopale
Il 30 aprile 1996 papa Giovanni Paolo II lo ha nominato vescovo di Tacámbaro. Ha ricevuto l'ordinazione episcopale il 30 maggio successivo nella cattedrale di San Girolamo a Tacámbaro dall'arcivescovo Girolamo Prigione, nunzio apostolico in Messico, co-consacranti l'arcivescovo metropolita di Morelia Alberto Suárez Inda e il vescovo di Querétaro Mario de Gasperín Gasperín.
Il 16 luglio 2001 lo stesso papa Giovanni Paolo II lo ha nominato vescovo di Tapachula.
L'11 settembre 2004 papa Giovanni Paolo II lo ha nominato vescovo di Tuxtla Gutiérrez. Il 25 novembre 2006 papa Benedetto XVI ha elevato la diocesi a sede metropolitana e lo ha nominato suo primo arcivescovo metropolita.
Il 3 ottobre 2012 lo stesso papa Benedetto XVI lo ha nominato arcivescovo metropolita di Monterrey. Ha preso possesso dell'arcidiocesi il 5 dicembre successivo.
Nel maggio del 2014 ha compiuto la visita ad limina.
Dal 20 luglio 2018 all'11 maggio 2019 è stato anche amministratore apostolico di Tampico.
In seno alla Conferenza dell'episcopato messicano è stato presidente della commissione episcopale per la pastorale biblica dal 1997 al 2000; rappresentante della regione pastorale del Pacifico del Sud, membro delle commissioni per la pastorale biblica e per la pastorale sociale dal 2004 al 2006 e rappresentante della provincia ecclesiastica del Chiapas e membro del consiglio di presidenza dal 2007 al 2009; vicepresidente dal 2009 al 2012 e presidente dal 13 novembre 2018 al 12 novembre 2024.
Dal 10 marzo 2021 è membro della Pontificia commissione per l'America Latina. Dal successivo 30 marzo al 17 novembre è anche amministratore apostolico di Ciudad Victoria, mentre dall'8 novembre 2023 è anche amministratore apostolico di Nuevo Laredo.
Oltre allo spagnolo e alle lingue classiche, parla inglese, italiano e francese.

## Genealogia episcopale e successione apostolica
La genealogia episcopale è:
- Cardinale Scipione Rebiba
- Cardinale Giulio Antonio Santori
- Cardinale Girolamo Bernerio, O.P.
- Arcivescovo Galeazzo Sanvitale
- Cardinale Ludovico Ludovisi
- Cardinale Luigi Caetani
- Cardinale Ulderico Carpegna
- Cardinale Paluzzo Paluzzi Altieri degli Albertoni
- Papa Benedetto XIII
- Papa Benedetto XIV
- Papa Clemente XIII
- Cardinale Marcantonio Colonna
- Cardinale Giacinto Sigismondo Gerdil, B.
- Cardinale Giulio Maria della Somaglia
- Cardinale Carlo Odescalchi, S.I.
- Cardinale Costantino Patrizi Naro
- Cardinale Lucido Maria Parocchi
- Papa Pio X
- Cardinale Gaetano De Lai
- Cardinale Raffaele Carlo Rossi, O.C.D.
- Cardinale Amleto Giovanni Cicognani
- Arcivescovo Girolamo Prigione
- Arcivescovo Rogelio Cabrera López

La successione apostolica è:
- Vescovo José Luis Mendoza Corzo (2007)
- Vescovo Juan Armando Pérez Talamantes (2014)
- Vescovo Alfonso Gerardo Miranda Guardiola (2014)
- Vescovo Heriberto Cavazos Pérez (2017)
- Vescovo Oscar Efraín Tamez Villarreal (2017)
- Vescovo Roberto Yenny García (2017)
- Vescovo César Garza Miranda, O.F.M. (2020)
- Vescovo Juan Carlos Arcq Guzmán (2020)
- Vescovo José Manuel Garza Madero (2020)
- Vescovo César Alfonso Ortega Díaz (2022)
- Vescovo Carlos Alberto Santos García (2023)